# Wayside Inn
A Wayside Inn é uma importante hospedaria de valor histórico, localizada em Sudbury, Massachusetts, Estados Unidos. A Wayside Inn ainda funciona regularmente, oferecendo serviços de restaurante, quartos de hóspedes minuciosamente reproduzidos e local para pequenas recepções. É tida em conta como a mais antiga hospedaria em funcionamento nos EUA.
O local foi designado, em 23 de abril de 1973, um distrito do Registro Nacional de Lugares Históricos.